# Ямицкий
Ямицкий (бел. Яміцкі) — посёлок в Нисимковичском сельсовете Чечерского района Гомельской области Беларуси.

## География

### Расположение
В 22 км на восток от Чечерска, 59 км от железнодорожной станции Буда-Кошелёвская (на линии Гомель — Жлобин), 88 км от Гомеля.

### Гидрография
На северо-западе небольшое водохранилище и начинается река Хмелёвка (приток реки Покать).

## Транспортная сеть
Планировка состоит из прямолинейной улицы, ориентированной с юго-запада на северо-восток. Застройка деревянная, усадебного типа.

## История
Основан в начале 1920-х годов переселенцами из соседних деревень на бывших помещичьих землях. В 1931 году организован колхоз. Во время Великой Отечественной войны в лесах поблизости деревни базировались Чечерский подпольный райком КП(б)Б и 1-я Гомельская партизанская бригада. 22 жителя погибли на фронтах Великой Отечественной войны. Согласно переписи 1959 года 153 жителя в составе совхоза «Нисимковичи»(центр — деревня Нисимковичи).

## Население

### Численность
- 2004 год — 13 хозяйств, 15 жителей.

### Динамика
- 1788 год — жителя.
- 1795 год — жителя.
- 1811 год — дворов, жителей.
- 1834 год — жителей.
- 1885 год — дворов, жителя.
- 1897 год — дворов, житель (согласно переписи).
- 1908 год — дворов, жителей.
- 1917 год — дворов, жителей.
- 1925 год — дворов, жителей.
- 1940 год — дворов, жителей.
- 1959 год — житель (согласно переписи).
- 2004 год — 13 хозяйств, 15 жителей.